# Drzewipest orzechodajny
Drzewipest orzechodajny (Caryocar nuciferum) – gatunek drzewa z rodziny drzewipestowatych (Caryocaraceae). Występuje w tropikalnych rejonach Ameryki Południowej.

## Morfologia
PieńWysokie drzewo dorastające do 60 m wysokości.
LiścieLiście 3-listkowe.
KwiatyKwiat zebrany jest w szczytowych gronach w kolorze szkarłatnym. Kielich kwiatowy 4 lub 6 dzielny, korona w kolorze szkarłatnym z 5-6 płatkami. Pręcik w dużej ilości o długich nitkach i pojedynczy słupek.
OwoceOwoc duży, dorastający do 15 cm wielkości pestkowiec koloru brązowoczerwonego. Zawiera w sobie cztery 3-kanciaste, jajowate pestki.

## Zastosowanie
Nasiona, zawierające dużą ilość tłuszczu, są jadalne o migdałowym zapachu. W handlu znane są pod nazwą "orzechy savar" lub "orzechy maślane".
Drewno z tego drzewa jest wykorzystywane w budownictwie okrętowym.